# Большерогозянский сельский совет
Большерогозя́нский либо Бо́льше-Рогозя́нский либо Великорогозя́нский се́льский сове́т — входил до 2020 года в состав Золочевского района Харьковской области Украины.
Административный центр сельского совета находился в селе Большая (Великая) Рогозянка.

## История
- 1921 — дата образования Больше-Рогозянского сельского Совета депутатов трудящихся в составе Рогозянской волости Богодуховского уезда Харьковской губернии Украинской Советской Социалистической Республики.
- С 1923 года — в составе Богодуховского округа (затемосле его упразднения, Ахтырского), с 1932 — Харьковской области УССР.
- После 17 июля 2020 года в рамках административно-территориальной реформы по новому делению Харьковской области[6][7] данный сельский совет, как и весь Золочевский район Харьковской области, был упразднён; входящие в него населённые пункты и его территории присоединены к … территориальной общине Богодуховского района.
- Сельсовет просуществовал 99 лет.

## Населённые пункты совета
- село Больша́я Рогозя́нка[8][3][4][9][10][11][12][13][14]
- село Гуриновка
- село Сковороди́новка